# ASC Games
ASC Games（The American Softworks Corporation）はアメリカ合衆国のコネチカット州ダリエンにあった、テレビゲームの出版会社である。1992年に設立され、すぐにNES、Super NES（スーパーファミコン）、Genesis（メガドライブ）にて多くのゲームソフトを発売し、ゲーム開発も手がけるなど、大手ゲーム出版会社となる。セガサターン、プレイステーション、NINTENDO 64、ドリームキャスト、ゲームボーイカラー、PCなどにも多くのゲームソフトを発売し、1997年にロックスター・ゲームスのグランド・セフト・オートシリーズの第1弾『グランド・セフト・オート』（DMA Design、現・ロックスター・ノースが開発）をPCとプレイステーションにて発売した。2000年1月7日に会社の利益の為に閉鎖した。現在はロックスター・ゲームスの一部である。

## 主なゲーム発売リスト
- Animaniacs Ten Pin Alley（PS, N64）
- Dead in the Water（PC）
- グランド・セフト・オート（PC, PS）日本版のPSではシスコンエンタテイメントから発売されている。
- Jeff Gordon XS Racing（PS, N64, PC, GBC）
- Ten Pin Alley（PS, PC,,N64）
- TNN Motorsports Hardcore Heat（DC）日本版（バギーヒート）ではCRIから発売されている。
- TNN Outdoor Fishing Championship（N64）
- TNN Outdoors Hunter（PC）
- TNN Motorsports Hardcore 2（PS）
- TNN Motorsports Hardcore 4X4（PS、SS）日本版（デカ4駆〜タフ ザ トラック〜）のPS、SSではヒューマンから発売されている。
- TNN Motorsports Hardcore TR（PS）
- Mass destruction（PS、SS、PC）日本版（マスデストラクション〜お父さんにもできるソフト〜）のSSではBMGジャパンから発売されている。またPSの日本版の発売も予定されていたが中止となった。
- One（PS）日本版（ONE、ワン）ではカプコンから発売されている。
- One Developer Diary（PS）
- Perfect Weapon（PS, PC）日本版（BODY HAZARD、ボディハザード）のPSではヒューマンから発売されている。
- Sanitarium（PC）
- Super Copa（Super NES(スーパーファミコン)）
- ワーウルフ：ジ・アポカリプス （PC）日本版はアトリエサードから発売されている。

Genesis（メガドライブ）用のゲームにTNN Outdoors Bass Tournament '96の開発も行っている。